# 戴耶高原

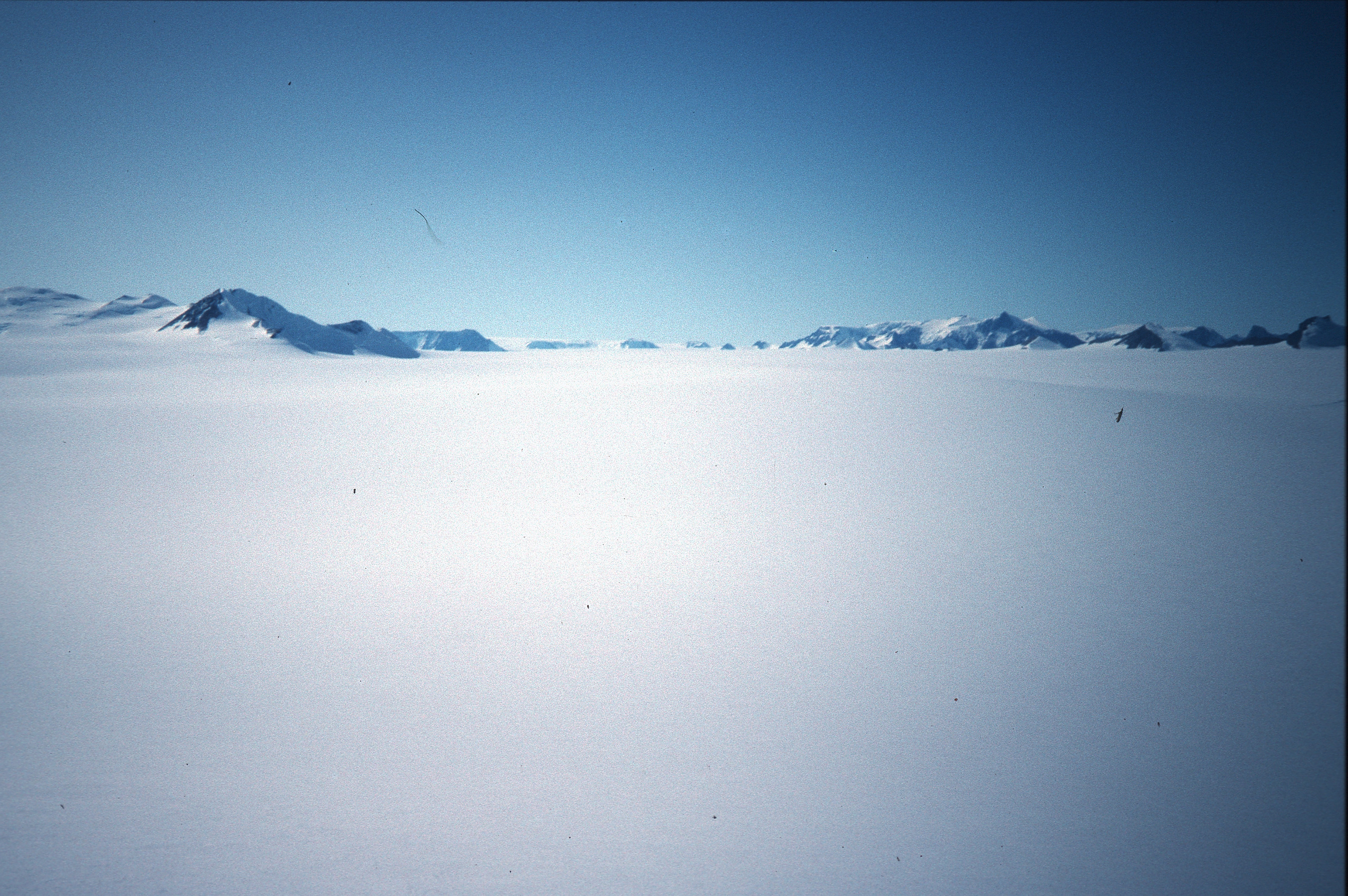
從克雷西克峰向西朝戴耶高原觀看一景。

70°30′S 65°0′W / 70.500°S 65.000°W
戴耶高原（英語：Dyer Plateau）是南極洲的高原，位於帕爾默地中北部，北面是弗萊明冰川和賓厄姆冰川，南面是古滕科山脈，由美國探險隊發現，以測量員命名。